# Municipio de Golden (Nebraska)
El municipio de Golden (en inglés: Golden Township) es un municipio ubicado en el condado de Holt en el estado estadounidense de Nebraska. En el año 2010 tenía una población de 115 habitantes y una densidad poblacional de 0,83 personas por km².

## Geografía
El municipio de Golden se encuentra ubicado en las coordenadas 42°18′48″N 98°23′13″O / 42.31333, -98.38694. Según la Oficina del Censo de los Estados Unidos, el municipio tiene una superficie total de 139.22 km², de la cual 139,01 km² corresponden a tierra firme y (0,15 %) 0,21 km² es agua.

## Demografía
Según el censo de 2010, había 115 personas residiendo en el municipio de Golden. La densidad de población era de 0,83 hab./km². De los 115 habitantes, el municipio de Golden estaba compuesto por el 100 % blancos. Del total de la población el 0 % eran hispanos o latinos de cualquier raza.